# Charles F. Manderson
Charles F. Manderson (Philadelphia, 1837. február 9. – Liverpool, 1911. szeptember 28.) az Amerikai Egyesült Államok szenátora (Nebraska, 1883–1895).